# Empress (fumetto)
Empress è un fumetto del 2016 scritto da Mark Millar e disegnato da Stuart Immonen.
È l'ultimo fumetto appartenente all'etichetta editoriale Millarworld pubblicato tramite il marchio Icon Comics della Marvel Comics e l'ultimo che vede la collaborazione della storica redattrice di Mark Millar, Nicole Boose.

## Storia editoriale
Nell'ottobre 2015 Millar annunciò il fumetto per l'anno successivo definendolo come "un'opera spaziale grande, divertente e roboante" e strutturato in tre miniserie da sei albi l'una, con Stuart Immonen ai disegni il quale disse di voler cogliere l'occasione per provare un nuovo stile di disegno:
Millar ha detto di aver bisogno di qualcuno che fosse molto bravo a far sembrare il fantastico concreto e credibile, ma che allo stesso tempo fosse in grado di trasmettere l'umorismo e ha trovato Immonen perfetto in questo.
Dopo un'anteprima pubblicata a Gennaio 2016 all'interno del terzo albo di Huck, altra sua miniserie, il primo albo esce ad Aprile e prosegue mensilmente fino a Novembre. Millar, in seguito ad uno scambio con un suo amico che aiuta a gestire forum legati al Millarworld, ha voluto proporre una fantascienza non cupa, similarmente a quella di Star Wars e Flash Gordon, un'opera spaziale unita ad un dramma di natura familiare con cui il lettore ha la possibilità di empatizzare, inserendo in una storia di fantascienza emozioni umane con cui un vasto pubblico possa identificarsi. Lo stesso motivo lo ha spinto a collocare l'inizio della storia sulla Terra, seppure molto antica, per dare elementi riconoscibili, come i dinosauri, ed evitare che si creasse una eccessiva distanza tra il lettore e la storia.
Riguardo l'idea di ambientare la miniserie in un periodo molto remoto della storia del pianeta, Millar ha detto di averla avuta in seguito ad una visita al Museo di Storia Naturale di New York nel 2011 dove aveva letto del rapporto di tempo tra i secoli di presenza dell'uomo sulla Terra e i milioni di anni di esistenza della stessa trovando interessante inoltrarsi nel passato rispetto all'abituale contesto futuro fantascientifico.
Emporia, la regina, è stata la prima ad essere sviluppata dei personaggi che compongono la famiglia al centro della storia. Su di lei Millar ha detto:
Il suo personaggio è derivato anche dalle domande che l'autore si è posto riguardo alle concubine dell'Imperatore Ming di Flash Gordon, su chi fossero, da dove venissero, ottenendo elementi interessanti con cui definire il personaggio, rendere Emporia una persona reale.
Riguardo la figura dell'antagonista, re Morax, marito di Emporia e padre dei suoi figli, Millar ha segnalato che:
Invece per il personaggio del capitano Havelok, guardia del corpo di Emporia, Millar è stato influenzato dal modo in cui Immonen lo ha ritratto, cambiando la caratterizzazione che originariamente gli aveva dato:
Nel 2017 è stato pubblicata una storia autoconclusiva all'interno del Millarworld New Talent Annual, antecedente gli avvenimenti della miniserie, intitolata Empress: Rulebook, scritta da Will McLaren, illustrata da Luana Vecchio e pubblicata da Image Comics.
Nel 2023 l'ambientazione e i personaggi della miniserie vengono ripresi all'interno della miniserie evento Big Game in seguito ad un viaggio nel tempo compiuto da Hit-Girl; temporalmente la sequenza si colloca tra Rulebook e Empress. Mark Millar ha anticipato che un seguito della miniserie principale verrà pubblicato tramite Dark Horse.

## Trama
(Incipit di Empress)
65 milioni di anni fa re Morax governa un impero che dalla Terra si estende alle stelle. Estremamente temuto e con un codice personale ferreo, governa con il pugno di ferro non facendosi scrupoli ad uccidere chi non è all'altezza delle sue aspettative o che possa aver macchiato l'immagine di lui e della sua famiglia. Sua moglie, Emporia, temendo per il futuro dei propri figli, l'adolescente battagliera Aine, il gentile e geniale Adam e l'infante Puck, decide di fuggire con l'aiuto della sua guardia del corpo, il capitano Dane Havelok, che riesce a portarli fuori dal pianeta.
Raggiunto un suo amico, il contrabbandiere Tor, possessore di un robot di teletrasporto, il gruppo inizia una viaggio rocambolesco che ha l'obbiettivo di raggiungere la sorella dell'ex-regina di cui Morax ignora l'esistenza.

## Personaggi
- Emporia: donna dal passato difficile che ha colto l'occasione di sposare Morax per iniziare una nuova vita. Una volta divenuta madre di tre bambini si rende conto che non può crescerli in un ambiente pericoloso come la corte di suo marito e sotto la sua influenza, così decide di fuggire.
- Re Morax: tirannico monarca di un antico regno pre-umano, è il marito di Emporia e padre dei suoi tre figli. Governa con un crudele pugno di ferro e non esita a vendicare ogni affronto subito.
- Dane Havelok: guardia del corpo di Emporia, è un soldato efficiente, abile e pianificatore, con un forte senso del dovere e nervi saldi.
- Aine: la figlia maggiore di Emporia, seppure non abbandoni la madre e la segua nella sua fuga, nutre molti dubbi sulla sua decisione, sospettando un legame segreto tra lei e Dane. È molto legata al padre nonostante la sua condotta.
- Adam: il secondo figlio di Emporia, è un ragazzo dal carattere gentile e dalla mente geniale. Non rimpiange l'essersi lasciato alle spalle la vita di palazzo avendo paura di suo padre e sapendo che sarebbe morto se fosse rimasto a vivere con lui, a causa dei riti di passaggio regali.
- Tor: vecchia conoscenza di Dane, è in possesso di un robot in grado di teletrasportare persone e cose da un pianeta all'altro fornendo un decisivo aiuto alla famiglia in fuga. È un reduce con poteri mentali in grado di controllare la tecnologia seppure solo quella non troppo recente.
- Valeria e Lars: la sorella della regina e suo marito di cui Morax ignora l'esistenza. Emporia non li vede da molti anni, ma li considera un posto sicuro dove nascondersi e rifarsi una vita.
- I Quez: razza aliena estremamente avida. In cambio di denaro sono disposti a scambiare il proprio corpo con quello dei propri clienti con l'obiettivo di mantenerli in forma mentre i primi sono liberi di abusarne come meglio credono.

## Pubblicazioni
| Titolo            | Data           | Soggetto e sceneggiatura | Disegni        | Colori        | Copertina      | Edizione italiana                         | Data italiana |
| ----------------- | -------------- | ------------------------ | -------------- | ------------- | -------------- | ----------------------------------------- | ------------- |
| Empress: Book One | Aprile 2016    | Mark Millar              | Stuart Immonen | Ive Svorcina  | Stuart Immonen | Millarworld Collection 12 (Panini Comics) | Giugno 2017   |
| Empress: Book One | Maggio 2016    | Mark Millar              | Stuart Immonen | Ive Svorcina  | Stuart Immonen | Millarworld Collection 12 (Panini Comics) | Giugno 2017   |
| Empress: Book One | Giugno 2016    | Mark Millar              | Stuart Immonen | Ive Svorcina  | Stuart Immonen | Millarworld Collection 12 (Panini Comics) | Giugno 2017   |
| Empress: Book One | Luglio 2016    | Mark Millar              | Stuart Immonen | Ive Svorcina  | Stuart Immonen | Millarworld Collection 12 (Panini Comics) | Giugno 2017   |
| Empress: Book One | Agosto 2016    | Mark Millar              | Stuart Immonen | Ive Svorcina  | Stuart Immonen | Millarworld Collection 12 (Panini Comics) | Giugno 2017   |
| Empress: Book One | Settembre 2016 | Mark Millar              | Stuart Immonen | Ive Svorcina  | Stuart Immonen | Millarworld Collection 12 (Panini Comics) | Giugno 2017   |
| Empress: Book One | Novembre 2016  | Mark Millar              | Stuart Immonen | Ive Svorcina  | Stuart Immonen | Millarworld Collection 12 (Panini Comics) | Giugno 2017   |
| Empress: Rulebook | Settembre 2017 | Will McLaren             | Luana Vecchio  | Luana Vecchio | Rob Doyle      | Inedito                                   | n/a           |

## Altri media
A Maggio 2016 The Hollywood Reporter annunciò che un adattamento cinematografico del fumetto era in fase di sviluppo con Mark Millar come produttore insieme a Joe Roth e Jeff Kirschenbaum mentre il soggetto era stato affidato a F. Scott Frazier; il film venne presentato da Kirschenbaum come "in parte Star Wars, in parte Guardiani della Galassia e in parte qualcosa di completamente nuovo". Nel Luglio 2018 Netflix annunciò l'adattamento cinematografico del fumetto con Lindsey Beer alla sceneggiatura.
A Settembre 2020, in risposta ad una domanda riguardo agli adattamenti Netflix legati ai suoi fumetti, Millar ha detto: